# Bột năng

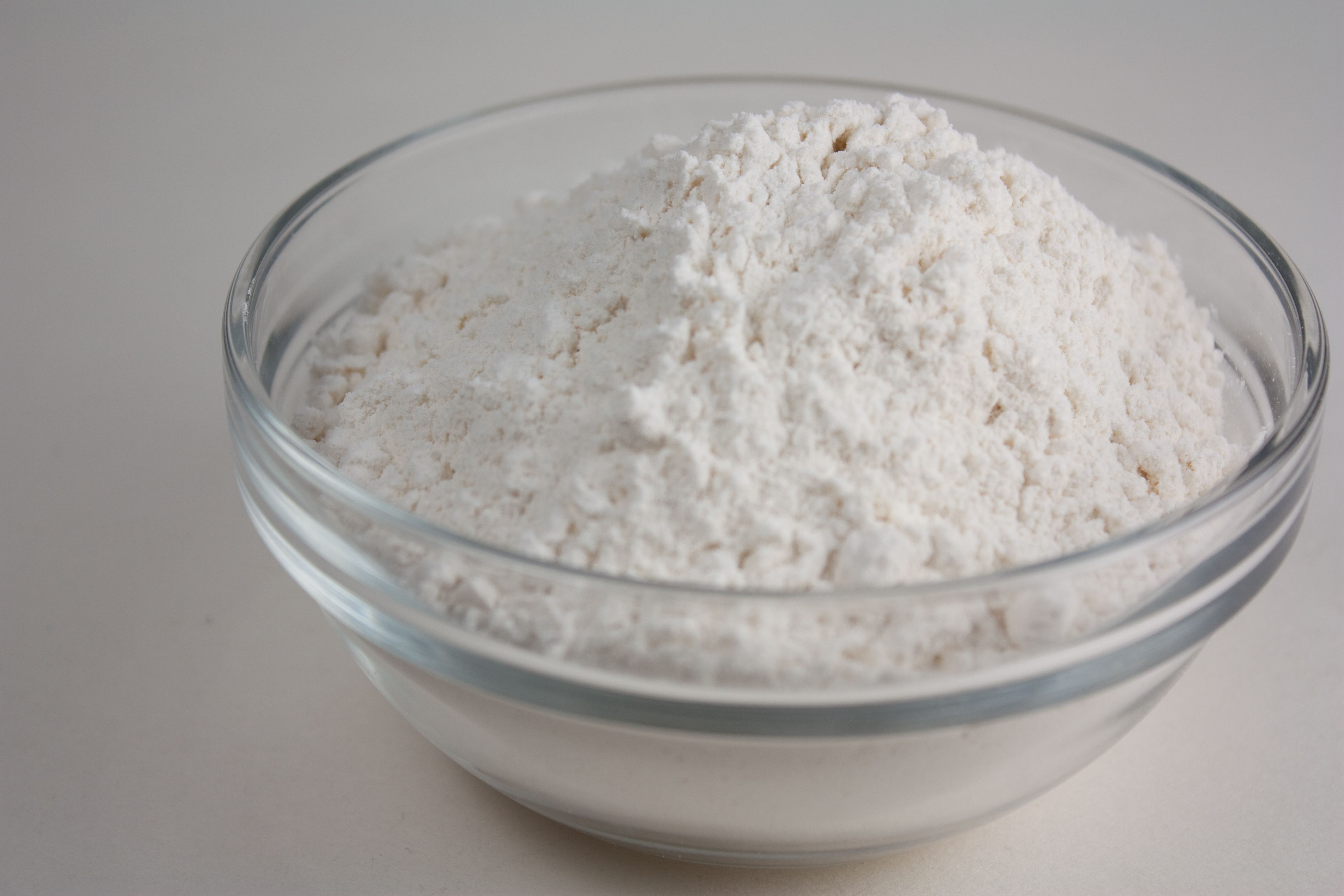

Bột năng, còn gọi là bột sắn, bột đao (phương ngữ miền Bắc Việt Nam), bột lọc (phương ngữ một số vùng miền Trung Việt Nam), là loại tinh bột của củ khoai mì (sắn). Trên thế giới, bột năng thường được dùng để làm phụ gia cho việc làm các loại sốt. 
Còn bột củ mì tinh (củ dong) được gọi là bột mì tinh. Ở Việt Nam, bột năng còn là một nguyên liệu phụ để tạo độ sánh cho các món chè và một số loại bánh như: bánh da lợn, bánh bột lọc.